# (31875) Saksena
(31875) Saksena est un astéroïde de la ceinture principale.

## Description
(31875) Saksena est un astéroïde de la ceinture principale. Il fut découvert le 11 mars 2000 à Socorro (Nouveau-Mexique) par le projet LINEAR. Il présente une orbite caractérisée par un demi-grand axe de 2,21 UA, une excentricité de 0,11 et une inclinaison de 3,0° par rapport à l'écliptique.

## Compléments